# مفصل قصي ترقوي
المفصل القصي الترقوي (بالإنجليزية: sternoclavicular articulation)‏ مفصل ثنائي له قسمان يفصل بينهما قرص مفصلي.
يدخل في تكوين المفصل القصي الترقوي من مساحات العظام التالية:
- النهاية القصية من عظم الترقوة.
- والجزء العلوي وكذلك الجانبي من مقبض القص، (الثلمة الترقوية لمقبض القص) (clavicular notch).
- وغضروف الضلع الأول.

ويرى تكوين المفصل من الخارج من خلال الثلمة فوق القصية (Suprasternal notch) أو الثلمة الوداجية (jugular notch).

## روابط خارجية
- 429523022 في مفكرة المُمارِس العام
- Overview at ouhsc.edu
- شكل تشريحي: 10:01-08 على موقع مركز سوني دونستات الطبي (تشريح بشري عبر الإنترنت).